# Sagamikellia khoroica
Sagamikellia khoroica is een tweekleppigensoort uit de familie van de Kelliidae. De wetenschappelijke naam van de soort is voor het eerst geldig gepubliceerd in 1997 door Oliver & Chesney.